# Viva Papa !
Viva Papa ! est le 20e album de la série et une aventure complète d'Achille Talon écrit par Michel Greg. L'album est paru aux éditions Dargaud en 1978  (ISBN 978-2205011951)

## Résumé
Achille a décidé d'envoyer ses parents « dans un autre monde ». Et quel monde ! Un voyage enchanteur en Amérique du Sud. Sauf que, comme à l'accoutumée, le destin frappe les pauvres Talon : à peine arrivés à destination, les touristes français et belges du club Pacifico sont pris en otage par la guérilla dirigée par le général Ahuéadia, dictateur du Tapasambal. Avec sa Sierra « Plapla » et ses cactus à perte de vue, le Tapasambal est un état très pauvre et sans le moindre intérêt économique. Pour se développer, le pays a décidé de se lancer dans le tourisme. Il demande donc, comme rançon, des grands monuments tels que la tour Eiffel, le tombeau de Lénine ou la statue de la Liberté. Les pays concernés refusent.
Achille Talon décide de prendre les choses en main. Il se fait passer pour une connaissance du ministre, est missionné pour négocier avec Ahuéadia. Hilarion Lefuneste l'accompagne au ministère et, sympathisant avec un militant communiste, se fait imposer en tant qu'observateur de l'action gouvernementale. Ils partent donc tous deux pour le Tapasambal.